# Bí mật của Nicholas Flamel bất tử
Bí mật của Nicholas Flamel bất tử là bộ tiểu thuyết kỳ ảo dài sáu tập được sáng tác bởi nhà văn người Ireland Michael Scott, hoàn tất vào năm 2012. Quyển đầu tiên của bộ truyện, Nhà Giả kim được phát hành vào năm 2007, các phần tiếp theo được liên tiếp phát hành những năm sau đo, với tiến trình mỗi năm một tập, và cuối cùng kết thúc với việc phát hành tập thứ sáu, Yêu nữ, vào năm 2012. Người minh họa cho bìa của bộ truyện là Michael Wagner. Michael Scott đã nói rằng anh rất may mắn khi có được những hình minh họa bìa tuyệt vời đến vậy. Phiên bản tiếng Anh của bộ truyện được in bởi nhà xuất bản Doubleday (bìa cứng) và Corgi (bìa mềm) (chi nhánh của nhà xuất bản Random House), và được phát hành ở Anh và Úc, còn ở Mỹ, bộ truyện được in bởi nhà xuất bản Delacorte Press (cả bìa cứng và bìa mềm) (chi nhánh của nhà xuất bản Random House). Tính đến tháng 11 năm 2009, cuốn đầu tiên của bộ truyện đã được dịch ra 20 thứ tiếng khác nhau và phát hành ở 37 quốc gia, trong đó có Việt Nam. Cả bốn tập đầu của Bí mật của Nicholas Flamel bất tử đều đã lọt được vào Top 10 danh sách truyện dành cho trẻ em bán chạy nhất New York Times Best Seller Children's Books. Nhà Giả kim đạt vị trí á quân vào ngày 26 tháng 8 năm 2007, và tính đến ngày 24 tháng 3 năm 2008, doanh số bán của tập truyện đã vượt quá 150,000 bản. Tập hai của bộ truyện, Pháp sư, đã đạt được vị trí thứ 4 vào ngày 13 tháng 7 năm 2008. Nữ Phù thủy đạt được vị trí thứ 5, và Kẻ Chiêu hồn đạt được vị trí thứ 3. Phiên bản hộp sách đầu tiên, có tên The First Codex, bao gồm phiên bản bìa mềm của ba tập đầu tiên của bộ truyện, được phát hành vào ngày 28 tháng 10 năm 2010 tại Mỹ. Bộ truyện đã nhận được rất nhiều đề cử cho Giải thưởng Văn học Thiếu niên và Độc giả (Teen Literary & Reader's Awards). Một số các trò chơi trực tuyến dựa theo bộ truyện đã được phát hành nhằm mục đích quảng bá. Một bộ phim chuyển thể từ tập truyện Nhà Giả kim hiện đã được mua bản quyền bởi AMPCO Films. Bí mật của Nicholas Flamel bất tử hiện đã được xuất bản tại Việt Nam bởi Nhà xuất bản Trẻ.

## Nội dung

### Tập 1: Nhà giả kim
Từ sự mất tích của một cuốn sách cổ. Thế giới hiện đại có thể bị xé toạc và rạn vỡ. 
Người nắm giữ bí mật có thể kết liễu thế giới. Và khi không có ai chống lại bọn chúng, tiến sĩ John Dee và bọn tuỳ tùng của hắn sẽ thả các Elder Hắc ám vào thế giới loài người một lần nữa. Cuộc chiến đấu giữa Nicholas Flamel Bất Tử và John Dee diễn ra giữa thời đại của wifi, ipod, internet, laptop và điện thoại di động đã vô tình kéo hai chị em sinh đôi Josh và Sophie Newman vào cuộc. Sự xuất hiện của 2 chị em khá trùng hợp với lời tiên tri trong cuốn Codex (bộ luật chép tay) đã có từ hàng nghìn năm trước của pháp sư Abraham: "Hai mà chỉ một, một là tất cả" - một sẽ giải cứu thế giới, một sẽ hủy diệt thế giới. Trong cuộc chiến đấu giữa Flamel Bất Tử và Dee Hắc ám, hai chị em, mà trước hết là cô chị Sophie đã được đánh thức những năng lực tiềm ẩn nhờ nữ thần ba mặt Hecate. Sau đó, cô đã được Bà phù thủy ở Ojai truyền cho Phép thuật không khí - khiến cho cậu em trai song sinh của cô không khỏi hoài nghi và ghen tỵ. Nhờ sự đánh thức, Sophie đã hỗ trợ đắc lực cho Flamel trong việc chống lại bè lũ Elder Hắc ám dưới sự chỉ đạo của Dee. Cuộc chiến đấu không cân sức giữa thiện và ác, bước đầu trên đất Mỹ, phe thiện đã giành được thắng lợi và mở ra cuộc chiến đấu mới ở Paris, châu Âu.

### Tập 2: Pháp sư
Cuộc chiến đấu giữa Nicholas Flamel với Tiến sĩ Dee và thế lực Elder Đen tối chuyển đến Paris vào một buổi sáng. Nicholas đã nhờ đến sự giúp đỡ của Conte de Sain- Germain, nhà giả kim, pháp sư, nhà đầu tư bất động sản và là ngôi sao nhạc rock. Conte de Sain- Germain đã tiếp tục huấn luyện cho Sophie Phép thuật lửa. Dee cũng đã tìm được một đồng minh mới là Niccolò Machiavelli. Ở đây, Josh Newman được đánh thức để trở thành thế lực chiến đấu chống lại bọn Elder Đen tối. Paris trong cuộc chiến đấu giữa Nhà giả kim và Elder Đen tối là một Paris cổ kính với nhiều bí ẩn mà người ta được dẫn dắt để biết về nó thông qua diễn biến của cuộc chiến. Josh đã được đánh thức nhờ Mars- Vị thần chiến tranh. Tiến sĩ Dee và thế lực đen tối không làm gì được Nhà giả kim nhưng họ phải tìm đến Luân Đôn để tiếp tục sự nghiệp chiến đấu chống lại thế lực bóng tối...

### Tập 3: Nữ phù thủy
Ở Luân Đôn, Nicholas đã nhận được sự giúp đỡ của hiệp sĩ Palamedes- bạn của Conte de Sain- Germain và William Shakespeare. Ông cũng đã nhờ nhà vua Gilgamesh- người già nhất thế giới dạy Josh và Sophie về Phép thuật Nước. Nếu ở phần một, vợ ông là Perenelle Flamel bị tiến sĩ John Dee nhốt ở Alcatraz thì giờ bà đã thoát ra được.

### Tập 4: Kẻ chiêu hồn
Hai chị em song sinh nhà Newman trở lại San Francisco bằng đường cổng tuyến từ Luân Đôn và đối diện với những thử thách mới từ các thế lực của Elder Đen tối. Gặp lại vợ chồng nhà Flamel bất tử, Josh được truyền thêm Phép thuật Lửa từ Prometheus, nhưng lại bị dẫn dụ bởi thuật Chiêu hồn của Tiến sĩ Dee nên vô tình trở thành kẻ chống lại những nỗ lưc cứu lấy thế giới loài người của các thế lực Elder Đen tối.
Vợ chồng nhà Giả kim Nicholas Flamel được tiếp sức bởi nhiều người bất tử khác đang cố gắng ngăn chặn âm mưu giải thoát những con vật ác độc đang bị giam giữ trong nhà tù ở đảo đá Alcatraz, bảo vệ thế giới loài người thoát khỏi âm mưu hủy hoại của các Elder Đen tối.

## Nhân vật chính
Nicholas Flamel - Nhân vật chính của bộ truyện, một nhà giả kim. Cùng với người vợ của ông, Perenelle, Flamel đã sống gần 700 năm để tìm kiếm Josh và Sophie Newman, Người Vàng và Người Bạc của cặp song sinh huyền thoại, người có thể cứu Vương quốc bóng tối Trái Đất khỏi Tiến sĩ John Dee và các Elder Đen tối, những kẻ đang tìm cách tiêu diệt nó. Flamel là một huyền thoại đã tạo ra tài sản của mình bằng thuật giả kim, và ông sử dụng năng lực tuyệt vời của mình để chống lại những nỗi kinh hoàng mà Dee reo rắc cho cặp song sinh và bản thân ông. Mặc dù có ý định tốt, tuy nhiên, ông không phải là người không có sai sót, và ông tìm cách bù đắp những sai sót đó bằng cách đào tạo Josh và Sophie.
Perenelle Flamel - Vợ của Nicholas Flamel, và là một nữ phù thủy đầy quyền năng. Là người con gái thứ bảy của người con gái thứ bảy, bà có thể liên lạc với các hồn ma, và có một mối hận thù lâu dài với Machiavelli. Nhiều người cho rằng bà có nhiều quyền năng hơn Nicholas, và điều đó đã được chứng minh khi bà cố gắng cứu lấy San Francisco từ những nỗi kinh hoàng trên Alcatraz gần đó.
Josh Newman - Người Vàng của cặp song sinh huyền thoại, được Đánh thức bởi Mars Ultor. Josh là một người yêu lịch sử và cũng là chiến lược gia tài giỏi. Tuy nhiên, cậu lại không tin Nicholas Flamel vì ông đã không nói cho họ biết về sự qua đời của các cặp song sinh trước, một thực tế đây là nguyên nhân khiến Josh cuối cùng phải đổi phe, mặc dù cậu vẫn còn nghi ngờ Dee, người đã đào tạo cậu trở thành một kẻ chiêu hồn.
Sophie Newman - Người Bạc của cặp song sinh huyền thoại, được Đánh thức bởi Hekate (Nữ thần Ba Mặt), và sau đó được huần luyện bởi Bà Phù thủy Endor, người đã truyền tải những ký ức và kinh nghiệm của mình vào trong cô. Sophie luôn luôn kiên nhẫn bảo vệ em trai mình, Josh, mặc dù nhiều lúc cô cũng kinh sợ cho số phận của cặp sinh đôi. Cuối cùng cô quyết định đi theo phe của Flamels để cứu Trái Đất, nhưng vẫn luôn để mắt đến em trai của mình.
Tiến sĩ John Dee - Nhân vật phản diện chính của bộ truyện, một pháp sư người Anh và cũng là một kẻ chiêu hồn, người trước đây đã từng phục vụ Nữ hoàng Elizabeth I. Hắn luôn tìm cách để đem các Elder Đen tối trở lại Trái Đất, những kẻ luôn muốn phá hủy và xây dựng lại nó. Tuy nhiên, sau khi bị tuyên bố là utlaga, hay kẻ sống ngoài vòng pháp luật, vì đã thất hứa với họ, hắn quyết định sẽ sử dụng bộ bốn thành kiếm quyền năng - Excalibur, Clarent, Joyeuse và Durandal - để quay ngược thời gian, trở lại Danu Talis và phá hủy hòn đảo, thuyết phục Josh tham gia cùng hắn với lời hứa hẹn về một Trái Đất hoàn toàn mới. Cuối cùng, hắn đã về phe với nhà Flamel, tuy nhiên, đã quá muộn.
Niccolò Machiavelli - Một nhà triết học nổi tiếng người Ý và cũng là ảo thuật gia, hay waerlaga, cuối cùng, người được giao nhiệm vụ giải thoát một đội quân quái vật từ Alcatraz sau khi giúp Dee ở Paris. Ông và Josh có một sự thấu hiểu, vì họ đều là những con người trọng nhân cách, một đặc điểm mà sau này ông chia sẻ với Billy the Kid. Đặc điểm này khiến cho Machiavelli phải đánh giá lại ý kiến của mình về các Elder Đen tối, sửa đổi và phá vỡ lời thề của mình với họ, và lựa chọn việc không giải phóng những con quái vật vào thế giới loài người.

## Phiên bản đặc biệt và bìa khác

Phiên bản ở Anh, với phong cách minh họa bìa hoàn toàn mới.

The First Codex, hộp sách ở Mỹ.

Vào ngày 5 tháng 8 năm 2010, phiên bản phát hành tại Anh Quốc của Kẻ Chiêu hồn đã có một phong cách minh hoạ bìa mới, đồng thời Nhà Giả kim, Pháp sư và Nữ Phù thủy cũng được phát hành lại cũng với phong cách bìa như vậy.
Nhà Giả kim, Pháp sư và Nữ Phù thủy cũng được phát hành lại, được gộp chung trong một bộ hộp sách phiên bản đặc biệt có tên The First Codex, vào ngày 28 tháng 9 năm 2010 tại Mỹ.

## Các tập truyện
Chính:
- Nhà Giả kim – phát hành ngày 24 tháng 5 năm 2007 (Anh), 22 tháng 5 năm 2007 (Mỹ), 1 tháng 5 năm 2007 (Việt Nam)
- Pháp sư – phát hành ngày 5 tháng 6 năm 2008 (Anh), 24 tháng 6 năm 2008 (Mỹ), 1 tháng 7 năm 2009 (Việt Nam)
- Nữ Phù thủy – phát hành ngày 25 tháng 6 năm 2009 (Anh), 26 tháng 5 năm 2009 (Mỹ), 1 tháng 2 năm 2010 (Việt Nam)
- Kẻ Chiêu hồn – phát hành ngày 25 tháng 5 năm 2010 (Mỹ), 5 tháng 8 năm 2010 (Anh), 1 tháng 6 năm 2011 (Việt Nam)
- Ảo thuật gia – phát hành ngày 24 tháng 5 năm 2011 (Mỹ), 2 tháng 6 năm 2011 (Anh), 1 tháng 1 năm 2012 (Việt Nam)
- Yêu nữ – phát hành ngày 22 tháng 5 năm 2012 (Mỹ), 1 tháng 12 năm 2012 (Việt Nam)

Ngoài lề:
- The Death of Joan of Arc – phát hành ngày 24 tháng 8 năm 2010 dưới định dạng eBook[9]
- Billy the Kid and the Vampyres of Vegas: A Lost Story from the Secrets of the Immortal Nicholas Flamel – phát hành ngày 22 tháng 11 năm 2011 dưới định dạng eBook[10]

## Giải thưởng và đề cử
Nhà Giả kim
- Sách Ireland của Năm - 2008[11]
- Giải thưởng Sách Kentucky Bluegrass[12]
- Giải thưởng Sách Thiếu niên của Maine[13]
- Giải thưởng Độc giả Trẻ của Nevada[14]
- Giải thưởng của Hiệp hội Thư viện Truyền thông Sách Thiếu niên Trường Bắc Carolina - 2010[15]
- Giải thưởng Sách của Rhode Island - 2008[16] (bested 200 other titles that were entered)[17]

Pháp sư
- Sách Ireland của Năm - 2009[18]

Nữ Phù thủy
- Amazon - Sách Hay nhất năm 2009, Top 10 Sách Trẻ em: Độc giả Thiếu niên[19]
- Cybills (Giải thưởng Văn học của Blogger Trẻ em và Trẻ tuổi) - 2009[20]

## Sách nói
Cả sáu tập trong bộ truyện đều đã được thu âm và phát hành dưới dạng sách nói.
Nhà Giả kim được kể bởi Denis O'Hare.
 Pháp sư được kể bởi Erik Singer.
Nữ Phù thủy được kể bởi Paul Boehmer.
Kẻ Chiêu hồn được kể bởi Paul Boehmer.
Ảo thuật gia được kể bởi Paul Boehmer.
Yêu nữ được kể bởi Paul Boehmer.

## Những đánh giá tích cực
- "Một khả năng tưởng tượng làm mê hoặc người đọc. Ở đây có vô khối những chi tiết đẩy độc giả vào những kiến thức chung trong bách khoa thư... những ai đọc các mặt chữ đầy giá trị của quyển sách này sẽ hoàn toàn bị cuốn hút vào câu chuyện vô cùng thích thú. Một tác phẩm mang đậm tính chất thần thoại" – School Library Journal, Starrde
- "Scott đã trình bày một khả năng tưởng tượng cổ điển... đặt độc giả ngồi yên vị tại chỗ mà hăm hở đi cho đến hết trang cuối cùng... "một" trí tưởng tượng làm người ta thực sự hồ hởi phấn khích" – Booklist
- "Những điều có thật cùng những pháp thuật và chuyện hoang đường được đặt cạnh nhau khiến chúng cực kỳ hấp dẫn... cho đến tận trang cuối trong cuộc hành trình đầy phấn khích này, một điều rõ ràng vô cùng thú vị là đoạn kết cũng chính là phần mở đầu" – Kirkus Reviews